# Europawahl in Irland 2014
- SF: 3
- Unabh.: 3
- FG: 4
- FF: 1

Die Europawahl in Irland 2014 fand am 23. Mai 2014 im Rahmen der EU-weiten Europawahl 2014 statt. In Irland wurden elf der 751 Mitglieder des Europäischen Parlaments gewählt, eines weniger als 2009.

## Wahlsystem und Wahlkreise
Gewählt wurde in drei Mehrpersonenwahlkreisen mit übertragbarer Einzelstimmgebung. Auf Grund der Reduzierung der Zahl der irischen Abgeordneten von zwölf auf elf wurde auch die Anzahl der Wahlkreise von vier auf drei reduziert:
- Dublin (wie bisher, 3 Sitze)
- South (erweitert um 5 Counties, 4 Sitze)
- Midlands-North-West (Teile der bisherigen Wahlkreise North-West und East, 4 Sitze).

## Parteien
| Partei                                        | Partei                   | Parteivorsitzender | Europa- partei | Scheidendes Parlament | Scheidendes Parlament |
| Partei                                        | Partei                   | Parteivorsitzender | Europa- partei | Mandate               | EP-Fraktion           |
| --------------------------------------------- | ------------------------ | ------------------ | -------------- | --------------------- | --------------------- |
|                                               | Fine Gael                | Enda Kenny         | EVP            | 4                     | EVP                   |
|                                               | Sinn Féin                | Gerry Adams        | –              | –                     | –                     |
|                                               | Fianna Fáil              | Micheál Martin     | ALDE           | 3                     | ALDE                  |
|                                               | Labour Party             | Eamon Gilmore      | SPE            | 2                     | S&D                   |
|                                               | Green Party              | Eamon Ryan         | EGP            | –                     | –                     |
|                                               | Socialist Party          | kollektive Führung | EAL            | 1                     | GUE/NGL               |
|                                               | Direct Democracy Ireland | Jan Van de Ven     | –              | –                     | –                     |
|                                               | People Before Profit     | –                  | EAL            | –                     | –                     |
|                                               | Catholic Democrats       | Nora Bennis        | –              | –                     | –                     |
|                                               | Fís Nua                  | –                  | –              | –                     | –                     |
|                                               | Unabhängige              | –                  | –              | 2                     | ALDE a/NI b           |
|                                               |                          |                    |                |                       |                       |
| Quelle: Scheidendes Parlament (2014), Mandate |                          |                    |                |                       |                       |

## Ergebnis

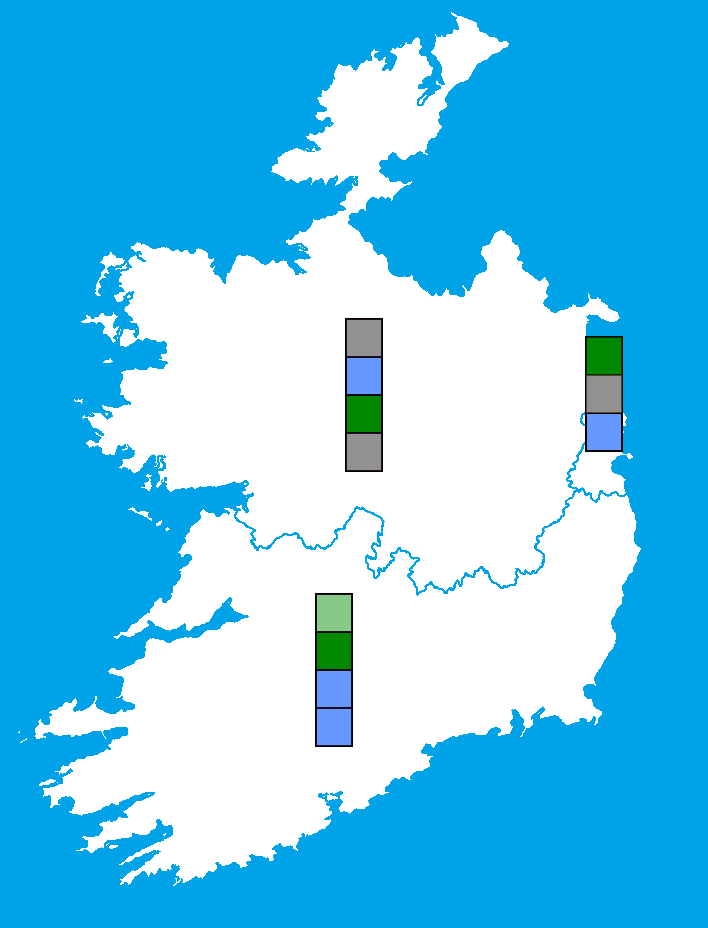
Europawahl in Irland 2014,
Sitze nach Wahlkreisen:

| Listen                                                           | Listen                   | Stimmen   | %    | +/-  | Mandate | +/- |
| ---------------------------------------------------------------- | ------------------------ | --------- | ---- | ---- | ------- | --- |
|                                                                  | Fianna Fáil              | 369.545   | 22,3 | –1,8 | 1       | –2  |
|                                                                  | Fine Gael                | 369.120   | 22,3 | –6,8 | 4       | ±0  |
|                                                                  | Sinn Féin                | 323.300   | 19,5 | +8,3 | 3       | +3  |
|                                                                  | Labour Party             | 88.229    | 5,3  | –8,6 | –       | –3  |
|                                                                  | Green Party              | 81.458    | 4,9  | +3,0 | –       | ±0  |
|                                                                  | Socialist Party          | 29.953    | 1,8  | –0,9 | –       | –1  |
|                                                                  | Direct Democracy Ireland | 24.093    | 1,5  | Neu  | –       | Neu |
|                                                                  | People Before Profit     | 23.875    | 1,4  | Neu  | –       | Neu |
|                                                                  | Catholic Democrats       | 13.569    | 0,8  | Neu  | –       | Neu |
|                                                                  | Fís Nua                  | 4.610     | 0,3  | Neu  | –       | Neu |
|                                                                  | Unabhängige              | 328.766   | 19,8 | +8,3 | 3       | +2  |
| Gesamt                                                           | Gesamt                   | 1.656.518 | 100  |      | 11      | –1  |
|                                                                  |                          |           |      |      |         |     |
| Ungültige Stimmen                                                | Ungültige Stimmen        | 45.424    | 2,7  | +0,2 |         |     |
| Wähler                                                           | Wähler                   | 1.701.942 | 52,4 | –5,2 |         |     |
| Wahlberechtigte                                                  | Wahlberechtigte          | 3.245.348 |      |      |         |     |
|                                                                  |                          |           |      |      |         |     |
| Quellen: Elections Ireland: Dublin – Midlands North West – South |                          |           |      |      |         |     |

## Ergebnis nach Kandidaten und Wahlkreisen
| Partei            | Partei                   | Wahlkreise               | Wahlkreise              | Wahlkreise                   | Wahlkreise              | Wahlkreise               | Wahlkreise |
| Partei            | Partei                   | Dublin                   | Dublin                  | Midlands North West          | Midlands North West     | South                    | South      |
| Partei            | Partei                   | Kandidaten               | Stimmen                 | Kandidaten                   | Stimmen                 | Kandidaten               | Stimmen    |
| ----------------- | ------------------------ | ------------------------ | ----------------------- | ---------------------------- | ----------------------- | ------------------------ | ---------- |
|                   | Fine Gael                | Brian Hayes → Gewählt    | 54.676                  | Mairead McGuinness → Gewählt | 92.080                  | Seán Kelly → Gewählt     | 83.520     |
| –                 | Fine Gael                | –                        | Jim Higgins             | 39.908                       | Deirdre Clune → Gewählt | 47.453                   |            |
| –                 | Fine Gael                | –                        | –                       | –                            | Simon Harris            | 51.483                   |            |
|                   | Sinn Féin                | Lynn Boylan → Gewählt    | 83.264                  | Matt Carthy → Gewählt        | 114.727                 | Liadh Ní Riada → Gewählt | 125.309    |
|                   | Fianna Fáil              | Mary Fitzpatrick         | 44.283                  | Pat Gallagher                | 59.562                  | Brian Crowley → Gewählt  | 180.329    |
| –                 | Fianna Fáil              | –                        | Thomas Byrne            | 55.384                       | Kieran Hartley          | 29.987                   |            |
|                   | Labour Party             | Emer Costello            | 25.961                  | Lorraine Higgins             | 31.951                  | Phil Prendergast         | 30.317     |
|                   | Green Party              | Eamon Ryan               | 44.078                  | Mark Dearey                  | 9.520                   | Grace O’Sullivan         | 27.860     |
|                   | Socialist Party          | Paul Murphy              | 29.953                  | –                            | –                       | –                        | –          |
|                   | Direct Democracy Ireland | Thomas Darcy             | 4.022                   | Ben Gilroy                   | 7.683                   | Jan Van De Ven           | 9.255      |
| Raymond Whitehead | Direct Democracy Ireland | 3.133                    | –                       | –                            | –                       | –                        |            |
|                   | People Before Profit     | Brid Smith               | 23.875                  | –                            | –                       | –                        | –          |
|                   | Catholic Democrats       | –                        | –                       | –                            | –                       | Theresa Heaney           | 13.569     |
|                   | Fís Nua                  | Damon Wise               | 1.147                   | Cordelia Níc Fhearraigh      | 1.829                   | Dónal Ó’Ríordáin         | 1.634      |
|                   | Unabhängige              | Nessa Childers → Gewählt | 35.939                  | Luke Flanagan → Gewählt      | 124.063                 | Diarmuid O’Flynn         | 30.323     |
| Jim Tallon        | Unabhängige              | 2.244                    | Marian Harkin → Gewählt | 68.986                       | Richard Cahill          | 10.719                   |            |
| –                 | Unabhängige              | –                        | Rónán Mullen⁠ a          | 36.326                       | Jillian Godsil          | 9.179                    |            |
| –                 | Unabhängige              | –                        | Mark Fitzsimmons        | 2.424                        | Peter O’Loughlin        | 6.561                    |            |
| –                 | Unabhängige              | –                        | TJ Fay                  | 2.002                        | –                       | –                        |            |
| Gesamt            | Gesamt                   | –                        | 352.575                 | –                            | 646.445                 | –                        | 657.498    |

## Fraktionen im Europäischen Parlament
| Liste/Partei                   | Liste/Partei  | Liste/Partei   | Liste/Partei  | Mandate | Fraktion |
| ------------------------------ | ------------- | -------------- | ------------- | ------- | -------- |
|                                | Fianna Fáil a | Fianna Fáil a  | Fianna Fáil a | 1 / 11  | EKR      |
|                                | Fine Gael     | Fine Gael      | Fine Gael     | 4 / 11  | EVP      |
|                                | Sinn Féin     | Sinn Féin      | Sinn Féin     | 3 / 11  | GUE/NGL  |
|                                | Unabhängige   |                | Luke Flanagan | 1 / 11  | GUE/NGL  |
|                                | Unabhängige   | Marian Harkin  | 1 / 11        | ALDE    |          |
|                                | Unabhängige   | Nessa Childers | 1 / 11        | S&D     |          |
|                                |               |                |               |         |          |
| Quelle: Europäisches Parlament |               |                |               |         |          |